# Rhagonycha koreaensis
Rhagonycha koreaensis es una especie de coleóptero de la familia Cantharidae.

## Distribución geográfica
Habita en Corea del Sur.